# Thylacogaster
Thylacogaster es un género de polillas tortrícidas perteneciente a la tribu Eucosmini, de la subfamilia Olethreutinae, orden Lepidoptera. Fue descrito por Alexey Nikolaievich Diakonoff en 1988.

## Especies
- T. cyanophaea (Meyrick, 1927)
- T. garcinivora Razowski y Brown, 2012
- T. monospora (Meyrick, 1939)
- T. primaria Razowski, 2015
- T. rhodomenia Diakonoff, 1988